# Tom Hanks
Pour les articles homonymes, voir Hanks.
Tom Hanks [tɑm hæŋks], né le 9 juillet 1956 à Concord (Californie), est un acteur, réalisateur, scénariste et producteur de cinéma américano-grec. Connu pour ses rôles comiques et dramatiques, Tom Hanks figure parmi les stars de cinéma les plus populaires et reconnaissables au monde.
Il est devenu célèbre avec le film Splash, avant de connaître la consécration avec Philadelphia et Forrest Gump, qui lui valurent chacun l'Oscar du meilleur acteur. La quasi-totalité de ses films suivants obtint de grands succès, comme Apollo 13, Il faut sauver le soldat Ryan, la saga Toy Story et La Ligne verte. Il est souvent comparé à James Stewart, et son talent reconnu lui a permis de devenir l'un des acteurs fétiches des réalisateurs Steven Spielberg, Robert Zemeckis et Ron Howard. En 2012, les films auxquels il a participé ont généré plus de 4,2 milliards de dollars au box-office américain et plus de 8,5 milliards dans le monde, ce qui en fait l'acteur le plus prolifique de l'histoire du cinéma en matière de succès commerciaux. En 2006, le magazine Forbes le classe 31e des célébrités les mieux payées du monde avec des revenus de 29 millions de dollars. Il est l'un des plus jeunes artistes à avoir reçu un prix de l'American Film Institute. En mai 2014, sa fortune est estimée à 390 millions de dollars.
Le 19 mai 2016, il est fait chevalier de la Légion d’honneur puis, le 22 novembre 2016, Barack Obama lui décerne la médaille présidentielle de la Liberté.
Il est depuis juillet 2020, avec sa femme Rita Wilson, citoyen grec.

## Biographie

### Jeunesse
Thomas Jeffrey Hanks naît le 9 juillet 1956 à Concord, en Californie. Il est le fils de Janet Marilyn Frager (1932–2016), employée d'hôpital d'origine portugaise, et d'Amos Mefford Hanks (1924–1991), un cuisinier itinérant. Lorsque ses parents se séparent, le jeune Tom Hanks est alors âgé de cinq ans. Il habite avec son père, son frère Larry et sa sœur Sandra, tandis que son autre frère Jim vit avec leur mère. Le métier du père de famille impose un grand nombre de déménagements — dix déménagements en dix ans — et de changements d'écoles à ses enfants, ce qui ne leur laisse pas le temps de se faire des amis et développe chez Tom Hanks une grande timidité : « J'étais horriblement, douloureusement, terriblement timide […] mais je n'avais pas de problèmes. Un véritable enfant sage et assez responsable ».
En 1965, la famille s'installe à Oakland. À Skyline High School, Tom Hanks s'intéresse au sport et s'inscrit dans des cours d'art dramatique dans lesquels son professeur l'encourage à persévérer. À mesure que sa scolarité se poursuit, Tom Hanks joue dans diverses pièces de théâtre qui lui valent finalement un prix d'interprétation de son école en 1974.

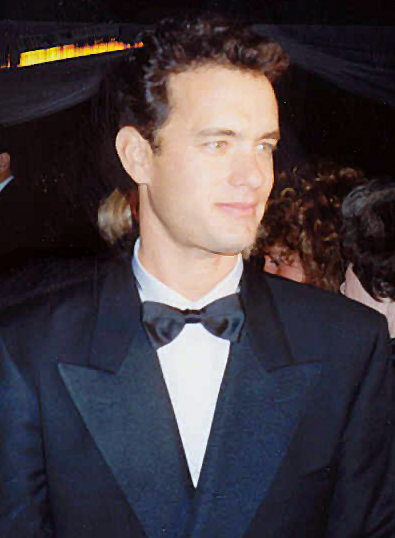
Tom Hanks, en 1989.

Après l'école secondaire, il s'inscrit à une université locale et trouve un petit travail de groom dans un hôtel Hilton. Il développe son jeu d'acteur au travers de sa participation à des cours de comédie, et déménage à Sacramento pour suivre des études dans l'université de la ville. Il fait deux rencontres importantes : la personne qui devient plus tard sa première épouse, Samantha Lewes, ainsi que Vincent Dowling, un metteur en scène. À l'époque, il essaie de figurer dans les productions théâtrales de son université, en vain. Frustré de ses échecs, il auditionne pour une pièce de théâtre locale de Tchekov, La Cerisaie (The Cherry Orchard), à l'issue de laquelle il décroche un rôle. Vincent Dowling, le metteur en scène de la pièce, est impressionné et l'invite à un festival de théâtre à Cleveland. Tom Hanks abandonne ensuite l'université pour se consacrer à sa carrière naissante d'acteur. Il s'implique dans l'organisation du festival à Cleveland, une expérience qui l'occupe pendant trois ans. Son premier enfant naît en 1977, puis il épouse Samantha Lewes en janvier 1978 ; la même année, il remporte un nouveau prix d'interprétation pour son rôle de Proteus dans Les Deux Gentilshommes de Vérone (The Two Gentlemen of Verona), en représentation à Cleveland. Son expérience au théâtre, ses interprétations de l'œuvre de Shakespeare et son succès local inspirent Tom Hanks et l'incitent à s'installer à New York, s'approchant ainsi de Broadway, le centre de l'activité théâtrale aux États-Unis.
Le couple trouve difficilement du travail et Tom Hanks est contraint de revenir à Cleveland pendant l'été 1979 pour jouer une nouvelle pièce. Son metteur en scène Vincent Dowling l'apprécie énormément pour ses interprétations, à la fois très réalistes et comiques, ce qui constitue plus tard sa signature en tant qu'acteur de cinéma. À son retour à New York à la fin de l'année 1979, Tom Hanks trouve enfin du travail dans une pièce de théâtre et un agent se charge désormais de sa carrière ; il lui trouve un premier rôle au cinéma dans le film d'horreur Noces sanglantes, réalisé par Armand Mastroianni.

### Carrière

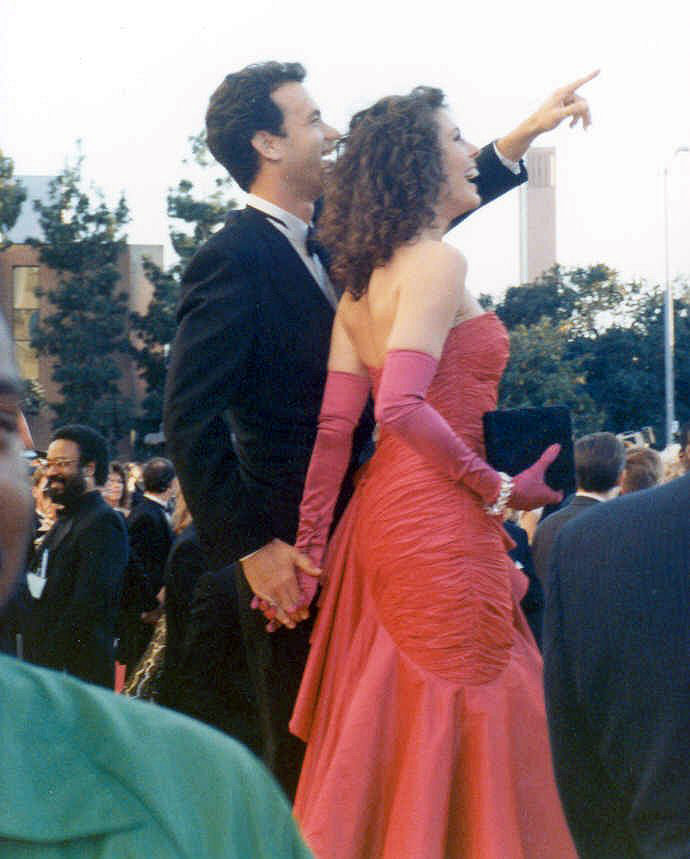
Rita Wilson et Tom Hanks à la des Oscars, en 1989.

L'année 1980 lui apporte son premier rôle important. La chaîne de télévision ABC lance un programme de développement de talents, dans l'espoir de trouver de jeunes acteurs susceptibles de renforcer les audiences. Tom Hanks joue dans une série de sitcoms pour la chaîne et s'installe avec sa femme dans la Vallée de San Fernando, toujours en Californie, où naît sa fille Elizabeth Ann en 1982. Les rôles à la télévision se succèdent, dont une brève apparition dans La croisière s'amuse, et Tom Hanks rencontre Ron Howard alors réalisateur débutant sur le tournage de la série Happy Days. Alors que Ron Howard sélectionne ses acteurs pour jouer dans son nouveau film Splash, il auditionne Tom Hanks pour un second rôle : sa prestation plait à Ron Howard, qui lui propose finalement le premier rôle. Ce film fait de Tom Hanks une vedette, ce qui lui permet de décrocher plusieurs rôles successifs dans les comédies des années 1980, telles que Le Palace en délire en 1984, Une baraque à tout casser et Rien en commun en 1986. Ces derniers films sont des succès commerciaux qui consolident son statut d'acteur montant à Hollywood.
Tom Hanks produit une pièce de théâtre dans laquelle son épouse tient le rôle principal. Peu après, le couple se sépare. En 1987, l'acteur tourne dans Dragnet, une parodie de film policier, un style de films en vogue dans le cinéma américain des années 1980.
Son rôle dans Big en 1988 constitue son premier grand succès,. Il y tient le rôle d'un enfant se réveillant un jour dans le corps d'un adulte, et son interprétation lui vaut sa première nomination aux oscars lors de la 61e cérémonie en 1989. Fort de ce succès, Tom Hanks poursuit la même année dans une série de comédies : Le Mot de la fin, Les Banlieusards et Turner et Hooch, qui confirment son statut d'acteur comique. Il joue également dans Joe contre le volcan aux côtés de Meg Ryan en 1990.

#### Premiers rôles dramatiques

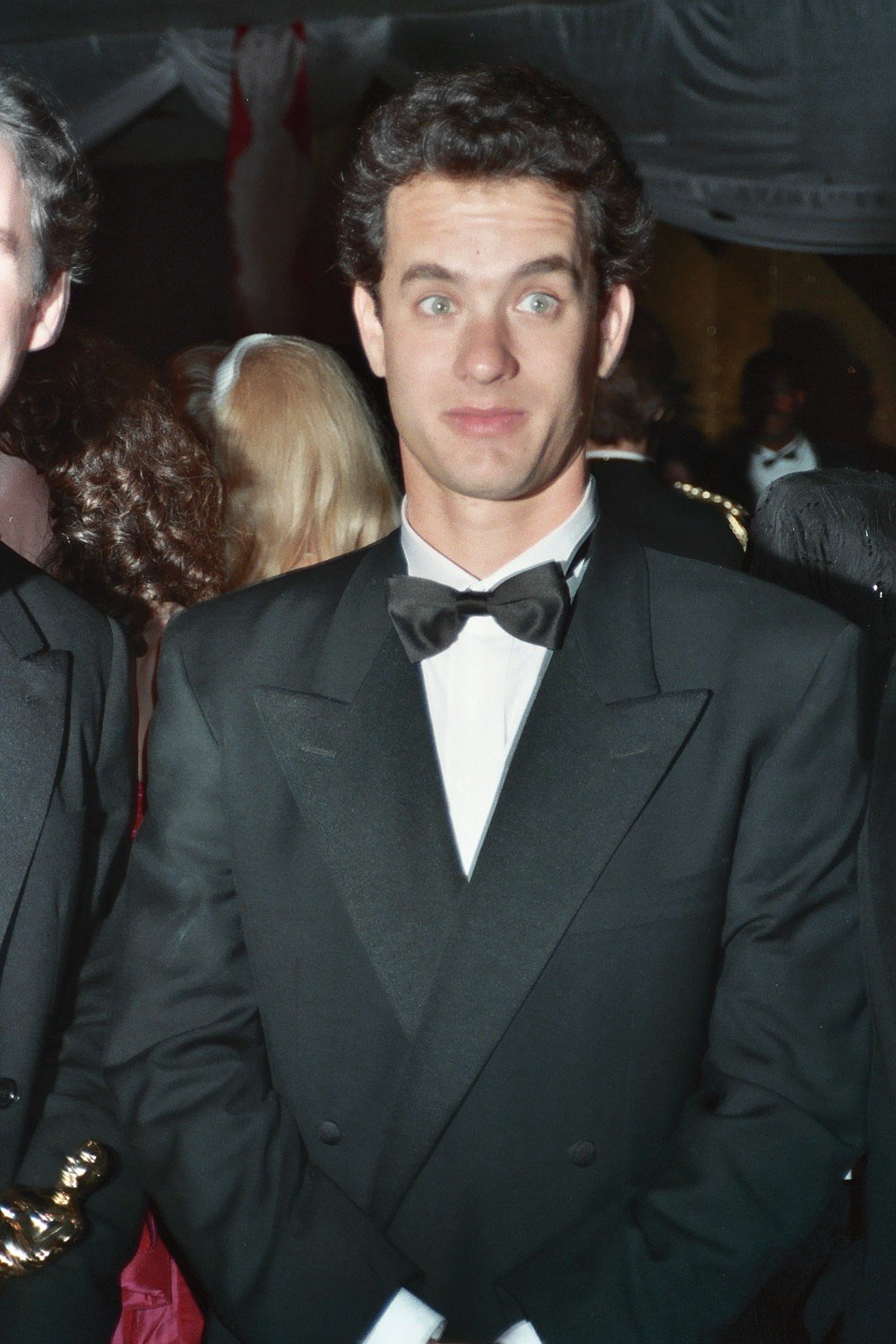
Tom Hanks en 1989

Dans les années 1990, Tom Hanks entreprend de jouer dans des rôles dramatiques, avec tout d'abord Le Bûcher des vanités, dans lequel il joue un courtier de Wall Street. Cette adaptation du best-seller de Tom Wolfe s'avère être un échec commercial.
Tom Hanks rencontre Rita Wilson, qu'il épouse en 1988. Après Le Bûcher des vanités, Hanks se consacre à sa famille, tirant les leçons de son premier mariage. Un enfant prénommé Chester (« Chet ») naît de son union avec Rita Wilson en 1990, suivi de Truman en 1995.
Il n'attend que peu de temps pour se voir proposer des rôles dramatiques intéressants comme Une équipe hors du commun en 1992, le premier d'une série de succès commerciaux. Il retrouve Meg Ryan en 1993 dans Nuits blanches à Seattle, un film qui reçoit deux nominations pour la 66e cérémonie des Oscars.

#### Consécration

##### Années 1990

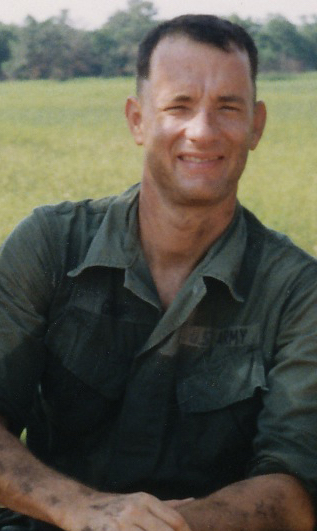
Tom Hanks lors du tournage de Forrest Gump, en 1993.

C'est grâce à son interprétation d'Andrew Beckett dans Philadelphia en 1993 que Hanks connaît la consécration, et pour laquelle il reçoit l'Oscar du meilleur acteur l'année suivante. Il y interprète un avocat homosexuel atteint du sida, aux côtés de Denzel Washington et Antonio Banderas. En 1994, il tient le rôle de Forrest Gump dans le film du même nom, sous les traits d'un homme simple d'esprit, acteur et spectateur des événements marquants de l'histoire de la seconde moitié du XXe siècle aux États-Unis. C'est sa première collaboration avec Robert Zemeckis. Il réalise l'exploit d'obtenir deux Oscars consécutifs, que seul Spencer Tracy (en 1937 et 1938) avait réalisé avant lui. Lors de son discours à la suite de la remise du prix en 1994, Tom Hanks remercie son professeur d'art dramatique de lycée qui est homosexuel, ce qui inspire l'histoire du film In & Out en 1998.

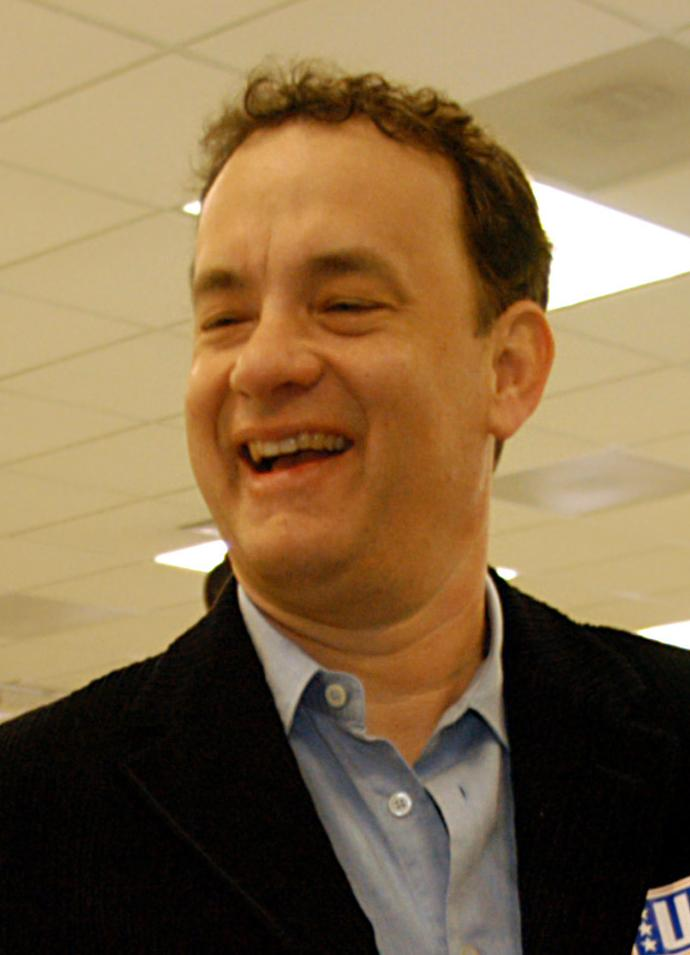
Tom Hanks lors d'une visite à l'hôpital militaire en, en 2004.

Il enchaîne par la suite un grand nombre de films à succès, dont Apollo 13 et le film d'animation Toy Story pour lequel il prête sa voix au personnage de Woody. Il passe ensuite à la réalisation en 1996 avec That Thing You Do!, une comédie familiale sur la montée en puissance d'un groupe de rock 'n' roll dans les années 1960.
Il connait un succès retentissant en 1998 dans Il faut sauver le soldat Ryan de Steven Spielberg où il tient le rôle du capitaine John H. Miller. En 1999, il incarne le gardien-chef Paul Edgecomb dans La Ligne verte. Tom Hanks s'exprime également à travers l'écriture et la réalisation avec les mini séries De la Terre à la Lune en 1998, qui relate l'histoire de la conquête spatiale américaine et son programme Apollo, ainsi que Frères d'armes, qu'il crée avec Steven Spielberg en 2001, qui relate la vie de parachutistes américains sur le front européen de la Seconde Guerre mondiale.

##### Années 2000
Il retrouve ensuite Robert Zemeckis en 2000 pour Seul au monde, projet dont l'idée originale provenait de Tom Hanks lui-même. Il tient le rôle d'un naufragé, isolé sur une île pendant plusieurs années à la suite du crash de son avion. Le film est tourné en deux parties, ce qui permet à Hanks d'entreprendre une transformation physique spectaculaire : il perd une vingtaine de kilogrammes, pour ensuite reprendre le tournage du film, interrompu pendant un an.
En 2002, il partage l'affiche avec Jude Law et Paul Newman dans Les Sentiers de la perdition, film dans lequel il incarne Michael Sullivan, un tueur au service de la mafia irlandaise. Il retrouve ensuite Steven Spielberg pour sa première collaboration avec Leonardo DiCaprio dans Arrête-moi si tu peux. Il y joue Carl Hanratty, un agent du FBI qui tente à tout prix de stopper le plus grand arnaqueur de l'histoire des États-Unis, Frank Abagnale, Jr., rôle tenu par Leonardo DiCaprio.

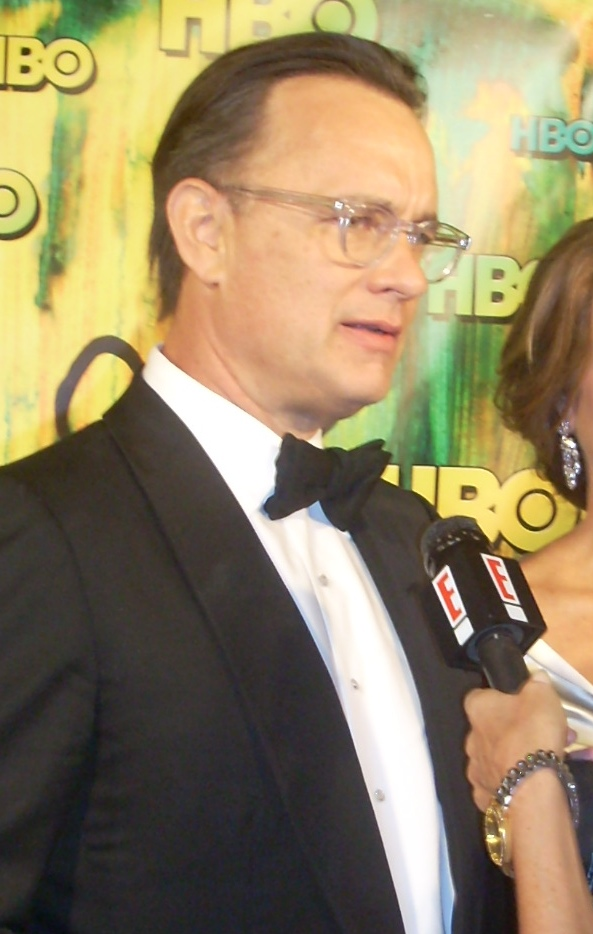
Tom Hanks, en 2008.

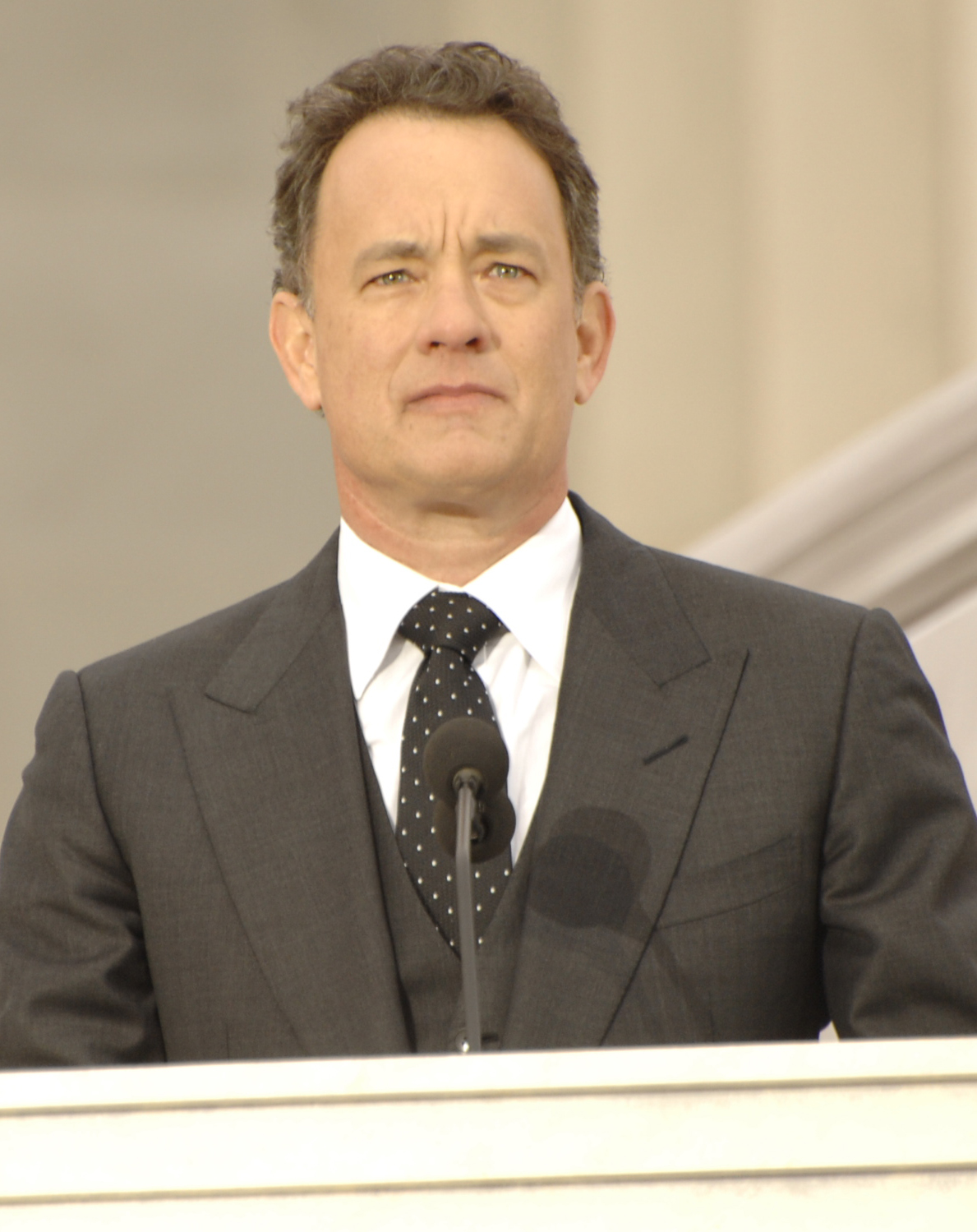
Tom Hanks devant le Lincoln Memorial, le 18 janvier 2009.

En 2004, il tient le rôle d'un cambrioleur excentrique dans Ladykillers réalisé par les frères Coen, puis il collabore une fois de plus avec Spielberg pour Le Terminal, film dans lequel il joue aux côtés de Catherine Zeta-Jones, le rôle de Viktor Navorski, qui se retrouve piégé dans l'aéroport JFK pendant plusieurs mois. En fin d'année, il collabore pour la troisième fois avec l'un de ses réalisateurs fétiches, Robert Zemeckis en jouant dans une adaptation d'un conte de Noël, Le Pôle express, (Boréal Express au Québec). En 2005, dans la série Foster, la maison des amis imaginaires, il fait une apparition dans le film du personnage de Bloo, dans le rôle d'un extraterrestre.
Au milieu des années 2000, Tom Hanks déclare dans une interview admirer le travail de Gus Van Sant. Il est alors contacté par le réalisateur et lui propose d'adapter How Starbucks Saved My Life, livre où Michael Gates, un ancien publicitaire, raconte comment, après son licenciement, il a commencé à travailler comme serveur pour Starbucks où il a pu se reconstruire. Le projet n'avançant pas pour des problèmes de production, il est finalement abandonné.
En 2006, il interprète Robert Langdon dans Da Vinci Code de Ron Howard, adaptation du roman éponyme de Dan Brown. Le film sera très critiqué par la presse après sa diffusion en tant que film d'ouverture du 59e Festival de Cannes, la prestation de Tom Hanks sera peu appréciée mais le succès au box-office est colossal (plus de 500 000 000 $ de recettes).
En 2007, il interprète Charlie Wilson dans La Guerre selon Charlie Wilson, ce qui lui vaut une nomination aux Golden Globes 2008 en tant que meilleur acteur dans une comédie. Le film raconte l'histoire de Charlie Wilson, un député Américain qui tente un coup diplomatique en soutenant les Moudjahidines durant la Guerre d'Afghanistan de 1979 pour contrer l'invasion de l'URSS. En 2009, il reprend le rôle de Langdon dans Anges et Démons, la deuxième adaptation d'un roman de Dan Brown, toujours sous la direction de Ron Howard pour une sortie en France le 13 mai 2009. Les critiques restent mitigées mais le film est un succès au box-office, tout comme son prédécesseur.

##### Années 2010
Tom Hanks est à nouveau la voix de Woody dans Toy Story 3 en 2010. Le film est universellement acclamé par la presse avec 99 % d'avis positifs sur Rotten Tomatoes et une note moyenne de 4.7/5 sur Allociné. L'année 2011 marque son retour à la réalisation, quinze ans après That Thing You Do !, avec la comédie romantique Il n'est jamais trop tard dont il co-signe le scénario avec Nia Vardalos. Également acteur principal du film, il en partage l'affiche avec Julia Roberts. L'accueil critique et commercial est cependant très mitigé. La même année, il joue un père victime des attentats du 11 septembre 2001 dans Extrêmement Fort et Incroyablement Près de Stephen Daldry. En 2012, il interprète six personnages différents dans Cloud Atlas, un film mêlant histoire et science-fiction, co-réalisé par les Wachowski et Tom Tykwer.
En 2013, Tom Hanks joue le capitaine Richard Phillips dans Capitaine Phillips de Paul Greengrass, basé sur l'histoire de la prise d'otage du Maersk Alabama. La performance de Tom Hanks est saluée tout comme le film. La même année, Tom Hanks incarne Walt Disney dans le film Dans l'ombre de Mary de John Lee Hancock. L'histoire porte sur la relation entre Walt Disney et la romancière P. L. Travers (incarnée par Emma Thompson), tandis que celle-ci souhaite faire adapter son roman Mary Poppins.
En 2015, Tom Hanks retrouve Spielberg pour un thriller historique sur la guerre froide, Bridge of Spies. Écrit par les frères Coen, il met en scène l'incident de l'U-2 en 1960. Hanks joue James Donovan, l'avocat embauché par la CIA pour sauver le pilote Gary Powers, emprisonné des Soviétiques. Il joue également dans A Hologram for the King, le nouveau film de Tom Tykwer.

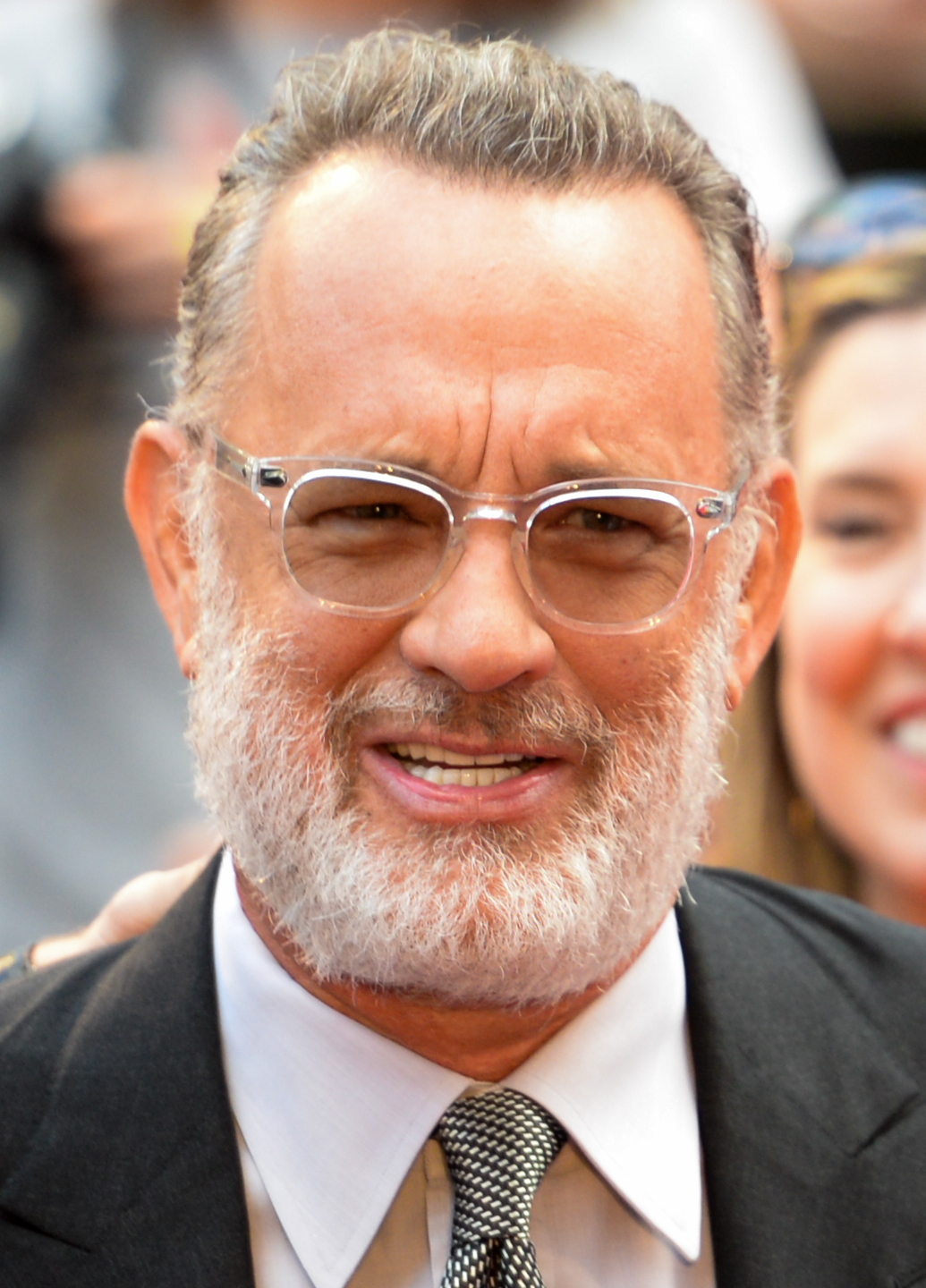
Tom Hanks au Festival International du Film de Toronto 2019

En 2016, il interprète une troisième fois Robert Langdon dans l'adaptation cinématographique d’Inferno, le dernier roman de Dan Brown. Ron Howard est à la réalisation comme pour Da Vinci Code et Anges et Démons. En 2016 est également sorti Sully, réalisé par Clint Eastwood où il joue le rôle titre, inspiré de la véritable histoire du Vol US Airways 1549. Le 22 novembre de la même année, Barack Obama lui décerne la médaille présidentielle de la Liberté et l'année suivante, dans "Pentagon Papers", « un grand film sur la liberté de la presse », il incarne une icône du journalisme d'investigation, le rédacteur en chef du Washington Post, Ben Bradlee qui avait réussi à convaincre sa directrice de la publication, Katharine Graham, jouée par Meryl Streep, de résister aux intimidations des politiques et des financiers et publier en 1971 une enquête sur les Pentagon Papers.

##### Années 2020
Le 11 avril 2020, Hanks fait sa première apparition à la télévision depuis son diagnostic de COVID-19 en animant Saturday Night Live. Hanks livre un monologue d'ouverture depuis chez lui mais n'apparaît dans aucun des sketches. Il s'agit du premier épisode de SNL diffusé après l'interruption de l'émission en raison de la pandémie de COVID-19 ; Hanks présente différents sketches filmés à distance depuis les domiciles des acteurs. C'est aussi la première fois, dans l'histoire de SNL, que l'émission est entièrement composée de contenu préenregistré avant sa diffusion, et à ne pas être filmée au Studio 8H.
Hanks sort deux films en 2020. En juillet 2020, Hanks joue dans USS Greyhound, un film de guerre dont il a également écrit le scénario. La sortie en salles, initialement prévue en juin 2020 par Sony Pictures, est annulée en raison de la pandémie de COVID-19 et les droits de distribution du film sont achetés par Apple TV+, où le film sort en juillet 2020. Plus tard cette année-là, Hanks joue dans le western dramatique La Mission, faisant équipe avec le réalisateur Paul Greengrass, qui sort le 23 décembre 2020. Le critique de cinéma David Rooney du Hollywood Reporter fait l'éloge de la performance de Hanks dans sa critique[réf. nécessaire].
En 2021, Hanks joue dans le drame de science-fiction Finch, réalisé par Miguel Sapochnik diffusé sur Apple TV+.
En 2022, Hanks joue le rôle de Tom Parker, le seul manager d'Elvis Presley, dans Elvis, réalisé par Baz Luhrmann. Le tournage commence début 2020 dans le Queensland, en Australie, et le film sort en juin 2022. En novembre 2018, il est rapporté que Hanks était en pourparlers pour représenter Geppetto dans l'adaptation en direct de Pinocchio par Walt Disney Studios. Son implication dans le film, réalisé par son collaborateur de longue date Robert Zemeckis, est officiellement confirmée en décembre 2020. Le film  sort le 8 septembre 2022 sur la plateforme Disney +.
Hanks apparaît dans Asteroid City de Wes Anderson, leur première collaboration. Hanks y joue aux côtés de Jason Schwartzman, Scarlett Johansson, Adrien Brody, Jeffrey Wright et Bryan Cranston. Le film est projeté pour la première fois au Festival de Cannes 2023.

### Projets

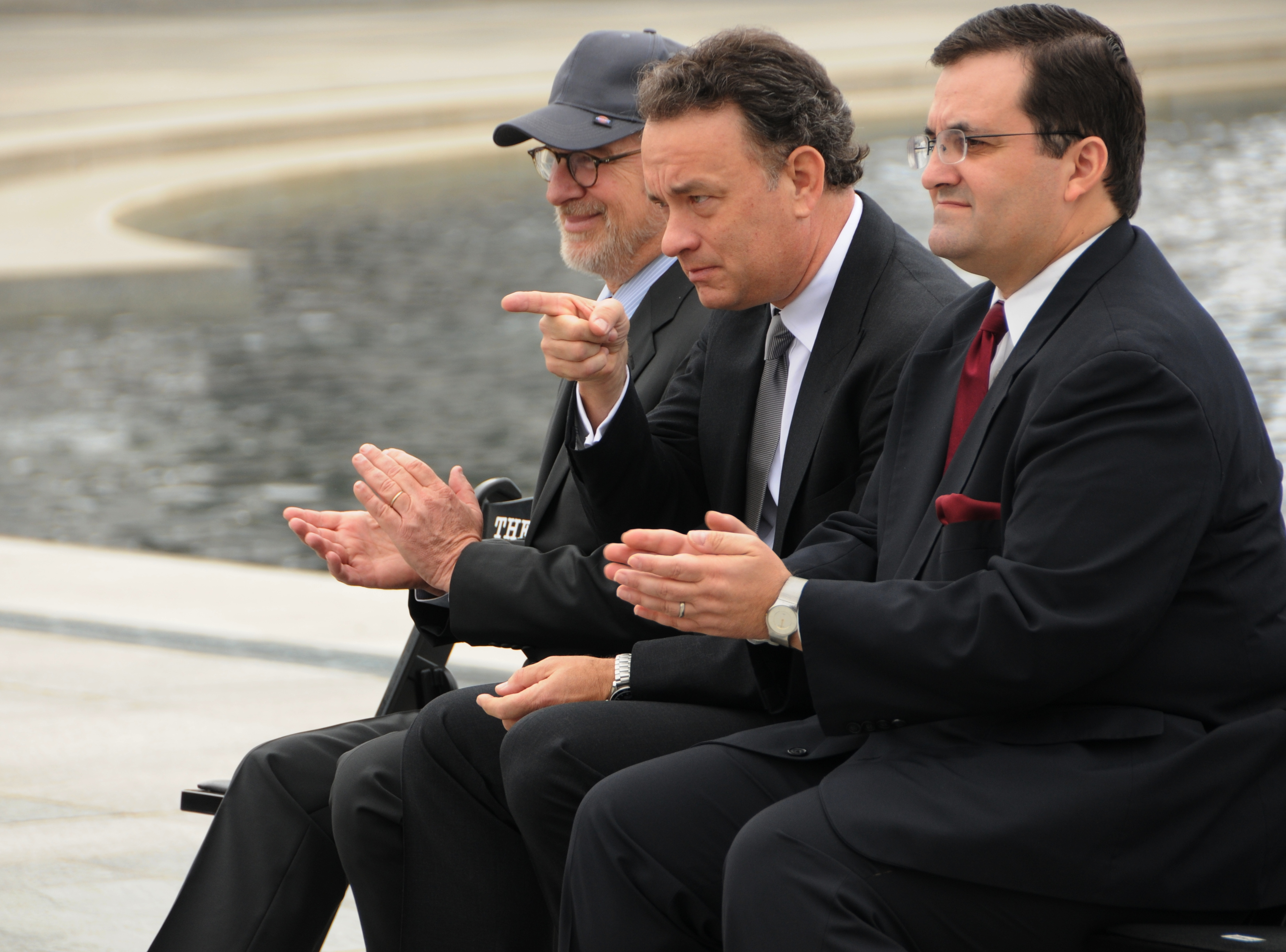
Tom Hanks et Steven Spielberg au National World War II Memorial en mars 2010.

Il est à l'affiche des films A Cold case, polar réalisé par Mark Romanek, et devrait apparaître dans The Risk Pool, réalisé par Lawrence Kasdan. Avec l'équipe qui a réalisé Frères d'armes (Band of Brothers), ils ont produit The Pacific, une mini-série relatant les combats menés dans le Pacifique pendant la Seconde Guerre mondiale.
Tom Hanks et Green Day pourraient être les producteurs de l'adaptation cinématographique de la comédie musicale American Idiot, si le projet du film aboutit.

### Vie privée

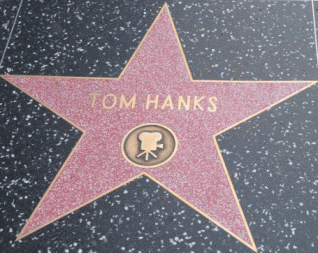
L'étoile de Tom Hanks sur le Hollywood Walk of Fame, Los Angeles.

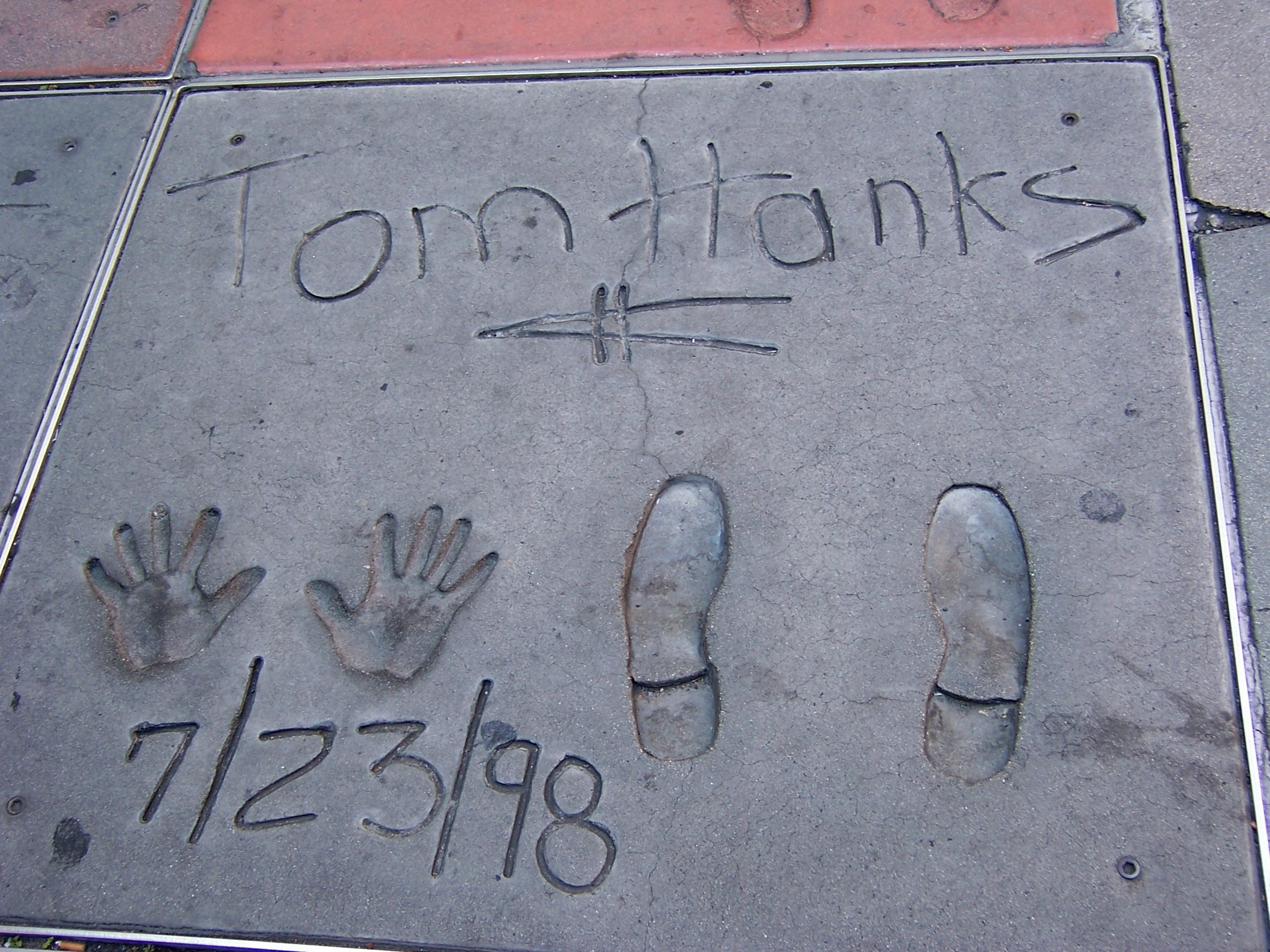
Les empreintes de Tom Hanks au Grauman's Chinese Theatre à Los Angeles.

Fervent défenseur de la conquête spatiale, Tom Hanks est membre de la National Space Society. Il est également fan de l'équipe de baseball des Cleveland Indians. À l'occasion de la mort de Johnny Hallyday, il déclare adorer le chanteur, dont il était voisin à Los Angeles.
Démocrate, il a activement soutenu Barack Obama lors des élections présidentielles de 2008 et 2012.
Tom Hanks a été marié avec l'actrice Samantha Lewes (Susan Dillingham) de 1978 à 1987. Le couple a eu deux enfants : un garçon, Colin Hanks (né en 1977), qui est aussi acteur — il joue notamment Travis, le DoomsDay Killer dans la série Dexter — et une fille, Elizabeth Ann (née en 1982), qui est apparue en jeune écolière dans Forrest Gump. Samantha Lewes, affectée de lourds troubles psychiatriques est morte à l'âge de 49 ans d'un cancer des os en 2002.
En 1988, Tom Hanks s'est remarié avec l'actrice Rita Wilson. Ils ont eu deux garçons : Chester « Chet » Marlon (né en 1990) et Truman Theodore (né en 1995). Truman joue aux côtés de son père dans Le Pire Voisin au monde.
Son frère Jim Hanks a été sa doublure pour les scènes de course dans Forrest Gump.
Le 27 décembre 2019, le président de la Grèce, Prokópis Pavlópoulos, a signé les papiers officiels marquant la naturalisation honorifique de Tom Hanks, faisant de lui un citoyen grec, sur la proposition du Premier ministre Kyriákos Mitsotákis. Il est marié à Rita Wilson, qui est d'origine grecque du côté de sa mère Dorothée. Il est bien connu pour son amour de longue date pour la nation grecque. Lui et sa famille passent la plupart de leurs étés dans les îles grecques, et sont surtout vus sur la minuscule île d'Antiparos. Il fait également partie des fidèles de l'Église grecque orthodoxe depuis de nombreuses années, depuis qu'il a rejoint l'Église lorsqu'il a épousé sa femme en 1988,. Selon la loi grecque et à la suite de la publication de la décision au Journal officiel, l'acteur et sa famille ont un an pour accepter formellement leur naturalisation et prêter serment devant le ministre de l'Intérieur.
Tom Hanks pratique la méditation transcendantale et participe à un dîner caritatif en faveur des vétérans victimes de stress post-traumatique avec la fondation David-Lynch. Il déclare qu'« entre 3 heures de l'après-midi et 7 heures, j'ai l'habitude de m'effondrer. Je veux dire que je ne suis bon à rien. Je ne peux même pas lire, ni même parler au téléphone, je ne peux pas travailler. C'étaient vraiment quatre heures improductives. Et maintenant, avec la méditation, ce sont les heures les plus productives de ma journée ».
Le 11 mars 2020, Tom Hanks révèle sur les réseaux sociaux que lui et sa femme Rita Wilson ont contracté la maladie à coronavirus 2019 et sont hospitalisés en Australie. L'acteur sort de l’hôpital une semaine plus tard.
En juillet 2020, Tom Hanks et sa femme Rita Wilson reçoivent la citoyenneté d’honneur grecque, devenant officiellement des citoyens grecs,,.

### Théâtre
- 2013 : Lucky Guy de Nora Ephron, mise en scène par George C. Wolfe, Broadhurst Theatre

## Auteur
- 2017 : Questions de caractère[49]

## Filmographie

### Acteur

#### Cinéma
Années 1980
- 1980 : Noces sanglantes (He Knows You're Alone) d'Armand Mastroianni : Elliot
- 1984 : Splash de Ron Howard : Allen Bauer
- 1984 : Le Palace en délire (Bachelor Party) de Neal Israel : Rick Gassko
- 1985 : L'Homme à la chaussure rouge (The Man with One Red Shoe) de Stan Dragoti : Richard Harlan Drew
- 1985 : Toujours prêts (Volunteers) de Nicholas Meyer : Lawrence Whatley Bourne III
- 1986 : Une baraque à tout casser (The Money Pit) de Richard Benjamin : Walter Fielding, Jr.
- 1986 : Rien en commun (Nothing in Common) de Garry Marshall : David Basner
- 1986 : Parole d'officier (Every Time We Say Goodbye) de Moshé Mizrahi : David Bradley
- 1987 : Dragnet de Tom Mankiewicz : Pep Streebeck
- 1988 : Big de Penny Marshall : Josh Baskin
- 1988 : Le Mot de la fin (Punchline) de David Seltzer : Steven Gold
- 1989 : Les Banlieusards (The Burbs) de Joe Dante : Ray Peterson
- 1989 : Turner et Hooch (Turner & Hooch) de Roger Spottiswoode : l'inspecteur Scott Turner

Années 1990
- 1990 : Joe contre le volcan (Joe Versus the Volcano) de John Patrick Shanley : Joe Banks
- 1990 : Le Bûcher des vanités (The Bonfire of the Vanities) de Brian De Palma : Sherman McCoy
- 1992 : Le Rêve de Bobby (Radio Flyer) de Richard Donner : Older Mike
- 1992 : Une équipe hors du commun (A League of Their Own) de Penny Marshall : Jimmy Duggan
- 1993 : Nuits blanches à Seattle (Sleepless in Seattle) de Nora Ephron : Sam Baldwin
- 1993 : Philadelphia de Jonathan Demme : Andrew Beckett
- 1994 : Forrest Gump de Robert Zemeckis : Forrest Gump
- 1995 : Apollo 13 de Ron Howard : Jim Lovell
- 1996 : That Thing You Do! de lui-même : M. White
- 1998 : Il faut sauver le soldat Ryan (Saving Private Ryan) de Steven Spielberg : le capitaine John H. Miller
- 1998 : Vous avez un mess@ge (You've Got Mail) de Nora Ephron : Joe Fox
- 1999 : La Ligne verte (The Green Mile) de Frank Darabont : Paul Edgecomb

Années 2000
- 2000 : Seul au monde (Cast Away) de Robert Zemeckis : Chuck Noland
- 2002 : Les Sentiers de la perdition (Road to Perdition) de Sam Mendes : Michael Sullivan
- 2002 : Arrête-moi si tu peux (Catch Me If You Can) de Steven Spielberg : l'agent Carl Hanratty
- 2004 : Ladykillers (The Ladykillers) de Joel et Ethan Coen : Professeur Goldthwait Higginson Dorr III
- 2004 : Le Terminal (The Terminal) de Steven Spielberg : Viktor Navorski
- 2004 : Elvis Has Left the Building de Joel Zwick : Mailbox Evis
- 2004 : Le Pôle express (The Polar Express) de Robert Zemeckis : le jeune héros / le père du garçon / le chef de train / le vagabond / Scrooge / le Père Noël (également producteur délégué)
- 2006 : Da Vinci Code de Ron Howard : Robert Langdon
- 2007 : La Guerre selon Charlie Wilson (Charlie Wilson's War) de Mike Nichols : Charlie Wilson
- 2008 : Mister Showman (The Great Buck Howard) de Sean McGinly : Mr. Gable
- 2009 : Anges et Démons (Angels & Demons) de Ron Howard : Robert Langdon

Années 2010
- 2011 : Il n'est jamais trop tard (Larry Crowne) de lui-même : Larry Crowne
- 2011 : Extrêmement fort et incroyablement près (Extremely Loud and Incredibly Close) de Stephen Daldry : Thomas Schell
- 2012 : Cloud Atlas de Tom Tykwer et les Wachowski : Dr Henry Goose / le tenancier de l'hôtel / Isaac Sachs / Dermot Hoggins / l'acteur jouant le rôle de Cavendish / Zachry
- 2013 : Capitaine Phillips (Captain Phillips) de Paul Greengrass : le capitaine Richard Phillips
- 2013 : Dans l'ombre de Mary (Saving Mr. Banks) de John Lee Hancock : Walt Disney
- 2015 : Le Pont des espions (Bridge of Spies) de Steven Spielberg : James Donovan
- 2016 : Un hologramme pour le roi (A Hologram for the King) de Tom Tykwer : Alan Clay
- 2016 : Sully de Clint Eastwood : Chesley « Sully » Sullenberger
- 2016 : Ithaca de Meg Ryan : Matthew Macauley
- 2016 : Inferno de Ron Howard : Robert Langdon
- 2017 : The Circle de James Ponsoldt : Eamon Bailey
- 2017 : Pentagon Papers (The Post) de Steven Spielberg : Benjamin Bradlee
- 2019 : L'Extraordinaire Mr. Rogers (A Beautiful Day in the Neighborhood) de Marielle Heller : Fred Rogers

Années 2020
- 2020 : USS Greyhound : La Bataille de l'Atlantique (Greyhound) d'Aaron Schneider : Ernest Krause
- 2020 : Borat 2 (Borat Subsequent Moviefilm) de Jason Woliner : lui-même (caméo)
- 2020 : La Mission (News of the World) de Paul Greengrass : Jefferson Kyle Kidd
- 2021 : Finch de Miguel Sapochnik : Finch
- 2022 : Elvis de Baz Luhrmann : le colonel Parker
- 2022 : Pinocchio de Robert Zemeckis : Geppetto
- 2022 : Le Pire Voisin au monde (A Man Called Otto) de Marc Forster : Otto Anderson
- 2023 : Asteroid City de Wes Anderson : Stanley Zak
- 2024 : Here de Robert Zemeckis : Richard Young
- 2024 : Freaky Tales d'Anna Boden et Ryan Fleck : Hank
- 2025 : The Phoenician Scheme de Wes Anderson : Leland

#### Télévision
- 1980 : La croisière s'amuse (The Love Boat) (série télévisée): Rick Martin (1 épisode)
- 1980-1982 : Bosom Buddies (en) (série télévisée) : Kip Wilson/Buffy Wilson (32 épisodes)
- 1982 : Taxi (série télévisée) : Gordon (1 épisode)
- 1982 : Happy Days (série télévisée) : Dr Dwayne Twitchell (1 épisode)
- 1982 : Les Monstres du labyrinthe (Mazes and Monsters) (téléfilm) de Steven Hilliard Stern : Robbie Wheeling
- 1983-1984 : Sacrée Famille (Family Ties) (série télévisée) : Ned Donnelly (3 épisodes)
- 1992 : Les Contes de la Crypte (Tales from the Crypt) (série télévisée) : Baxter (1 épisode)
- 1993 : Fallen Angels (série télévisée) : Trouble Boy #1 (1 épisode)
- 1994 : Vault of Horror I (téléfilm) de lui-même, Steven E. de Souza et Stephen Hopkins
- 1998 : De la Terre à la Lune (From the Earth to the Moon) (mini-série) : Jean-Luc Despont (1 épisode)
- 2003 : Freedom: A History of Us (série télévisée) : Various Roles (7 épisodes)
- 2011 : 30 Rock (série télévisée) : lui-même (saison 5, épisodes 20 et 21)
- 2015 : The Mighty Eighth (série télévisée)
- 2021 : 1883 (série télévisée) : George Meade (saison 1, épisode 2)

### Clips
- 1994 : The Streets of Philadelphia de Bruce Springsteen
- 2015 : I Really Like You de Carly Rae Jepsen

### Doublage

#### Cinéma
- 1995 : Toy Story de John Lasseter : Woody (voix originale)
- 1998 : Les Razmoket, le film (The Rugrats Movie) de Norton Virgien et Igor Kovaljov : Pointe (voix originale)
- 1999 : Toy Story 2 de John Lasseter, Ash Brannon et Lee Unkrich : Woody (voix originale)
- 2004 : Magnificent Desolation: Walking on the Moon 3D de lui-même, Mark Cowen et Christopher G. Cowen : le narrateur (voix originale)
- 2004 : Le Pôle express (The Polar Express) de Robert Zemeckis : le jeune héros / le père du garçon / le chef de train / le vagabond / Scrooge / le Père Noël (voix originale)
- 2006 : Cars de John Lasseter : Woody Car (voix originale)
- 2006 : For Your Consideration de Christopher Guest : Ours Fozzie (voix originale)
- 2007 : Les Simpson, le film (The Simpsons Movie) de David Silverman : lui-même (voix originale)
- 2009 : Beyond All Boundaries (en) de David Briggs (court-métrage) : le narrateur (voix originale)
- 2010 : Toy Story 3 de Lee Unkrich : Woody (voix originale)
- 2011 : Vacances à Hawaï (Hawaiian Vacation) de Gary Rydstrom (court-métrage) : Woody (voix originale)
- 2012 : Mini Buzz (Small Fry) d'Angus MacLane (court-métrage) : Woody (voix originale)
- 2012 : Rex, le roi de la fête (Partysaurus Rex) de Mark A. Walsh (court-métrage) : Woody (voix originale)
- 2013 : Toy Story : Angoisse au motel d'Angus MacLane (court-métrage) : Woody (voix originale)
- 2013 : Toy Story : Hors du temps de Steve Purcell (court-métrage) : Woody (voix originale)
- 2019 : Toy Story 4 de Josh Cooley : Woody (voix originale)

#### Jeux vidéo
- 1996 : Toy Story : Woody (voix originale)
- 1996 : Toy Story Activity Center : Woody (voix originale)
- 1999 : Toy Story 2 : Buzz l'Éclair à la rescousse ! : Woody (voix originale)
- 2004 : Le Pôle express : le jeune héros / le père du garçon / le chef de train / le vagabond / Scrooge / le Père Noël (voix originale)
- 2010 : Toy Story 3 : Woody (voix originale)

### Réalisateur

#### Cinéma
- 1996 : That Thing You Do!
- 2011 : Il n'est jamais trop tard (Larry Crowne)

#### Télévision
- 1992 : Les Contes de la crypte - épisode Cœur saignant en papillote (réalisateur et acteur)
- 2001 : Frères d'armes (Band of Brothers) - épisode 5

### Scénariste
- 1998 : De la Terre à la Lune (From the Earth to the Moon) (mini-série) - 8 épisodes
- 1996 : That Thing You Do! de lui-même
- 2001 : Frères d'armes (Band of Brothers) - épisode 1
- 2005 : Magnificent Desolation: Walking on the Moon 3D (court métrage documentaire) de Mark Cowen
- 2011 : Il n'est jamais trop tard (Larry Crowne) de lui-même
- 2020 : USS Greyhound : La Bataille de l'Atlantique (Greyhound) d'Aaron Schneider

### Producteur
- 2001 : Frères d'armes avec Steven Spielberg
- 2002 : Mariage à la grecque
- 2003 : Evan tout-puissant
- 2007 : La Guerre selon Charlie Wilson
- 2008 : Mamma Mia! de Phyllida Lloyd
- 2008 : La Cité de l'ombre de Gil Kenan
- 2010 : The Pacific avec Steven Spielberg
- 2011 : Il n'est jamais trop tard (Larry Crowne), coproducteur
- 2012 : Electric City
- 2013 : Parkland de Peter Landesman
- 2013 : Game Change, téléfilm
- 2017 : The Secret Man: Mark Felt (Mark Felt: The Man Who Brought Down the White House) de Peter Landesman
- 2018 : Mamma Mia! Here We Go Again d'Ol Parker
- 2020 : La Mission (News of the World) de Paul Greengrass
- 2022 : Le Pire Voisin au monde (A Man Called Otto) de Marc Forster
- 2024 : Here de Robert Zemeckis

## Distinctions
| Année | Récompense                        | Catégorie                                              | Film                                 | Résultat   |
| ----- | --------------------------------- | ------------------------------------------------------ | ------------------------------------ | ---------- |
| 1988  | Oscars du cinéma                  | Meilleur acteur                                        | Big                                  | Nomination |
| 1988  | Saturn Awards                     | Meilleur acteur                                        | Big                                  | Lauréat    |
| 1988  | Golden Globes                     | Meilleur acteur pour une comédie au cinéma             | Big                                  | Lauréat    |
| 1993  | Oscars du cinéma                  | Meilleur acteur                                        | Philadelphia                         | Lauréat    |
| 1993  | Festival de Berlin                | Ours d'argent du meilleur acteur                       | Philadelphia                         | Lauréat    |
| 1993  | Golden Globes                     | Meilleur acteur pour un drame au cinéma                | Philadelphia                         | Lauréat    |
| 1993  | Golden Globes                     | Meilleur acteur pour une comédie au cinéma             | Nuits blanches à Seattle             | Nomination |
| 1994  | Oscars du cinéma                  | Meilleur acteur                                        | Forrest Gump                         | Lauréat    |
| 1994  | Saturn Awards                     | Meilleur acteur                                        | Forrest Gump                         | Nomination |
| 1994  | BAFTA Awards                      | Meilleur acteur                                        | Forrest Gump                         | Nomination |
| 1994  | Golden Globes                     | Meilleur acteur pour un drame au cinéma                | Forrest Gump                         | Lauréat    |
| 1994  | NBR Awards                        | Meilleur acteur                                        | Forrest Gump                         | Lauréat    |
| 1994  | Screen Actors Guild Awards        | Meilleur acteur au cinéma                              | Forrest Gump                         | Lauréat    |
| 1998  | Oscars du cinéma                  | Meilleur acteur                                        | Il faut sauver le soldat Ryan        | Nomination |
| 1998  | BAFTA Awards                      | Meilleur acteur                                        | Il faut sauver le soldat Ryan        | Nomination |
| 1998  | Empire Awards                     | Meilleur acteur                                        | Il faut sauver le soldat Ryan        | Lauréat    |
| 1998  | Golden Globes                     | Meilleur acteur pour un drame au cinéma                | Il faut sauver le soldat Ryan        | Nomination |
| 1998  | Screen Actors Guild Awards        | Meilleur acteur au cinéma                              | Il faut sauver le soldat Ryan        | Nomination |
| 1998  | Screen Actors Guild Awards        | Meilleure distribution                                 | Il faut sauver le soldat Ryan        | Nomination |
| 1999  | Screen Actors Guild Awards        | Meilleure distribution au cinéma                       | La Ligne verte                       | Nomination |
| 2000  | Oscars du cinéma                  | Meilleur acteur                                        | Seul au monde                        | Nomination |
| 2000  | BAFTA Awards                      | Meilleur acteur                                        | Seul au monde                        | Nomination |
| 2000  | Golden Globes                     | Meilleur acteur pour un drame au cinéma                | Seul au monde                        | Lauréat    |
| 2000  | NYFCC Awards                      | Meilleur acteur                                        | Seul au monde                        | Lauréat    |
| 2000  | Screen Actors Guild Awards        | Meilleur acteur au cinéma                              | Seul au monde                        | Nomination |
| 2002  | Empire Awards                     | Meilleur acteur                                        | Les Sentiers de la perdition         | Nomination |
| 2007  | Golden Globes                     | Meilleur acteur pour une comédie au cinéma             | La Guerre selon Charlie Wilson       | Nomination |
| 2013  | Producers Guild of America Awards | Meilleur producteur pour une mini-série ou un téléfilm | Game Change                          | Lauréat    |
| 2014  | Festival du film de Palm Springs  | Chairman's Award                                       | Captain Phillips et Saving Mr. Banks | Lauréat    |
| 2016  | Festival du film de Hollywood     | Meilleur acteur                                        | Sully                                | Lauréat    |
| 2016  | Satellite Awards                  | Meilleur acteur                                        | Sully                                | Nomination |
| 2017  | People's Choice Awards            | Acteur préféré d'un film                               | Sully                                | Nomination |
| 2017  | People's Choice Awards            | Acteur dramatique préféré                              | Sully                                | Lauréat    |
| 2020  | Golden Globes                     | Meilleur acteur dans un second rôle                    | Un ami extraordinaire                | Nomination |
| 2020  | Golden Globes                     | Cecil B. DeMille Award                                 | pour l'ensemble de sa carrière       | Lauréat    |
| 2020  | Oscars                            | Meilleur acteur dans un second rôle                    | Un ami extraordinaire                | Nomination |
| 2020  | BAFA                              | Meilleur acteur dans un second rôle                    | Un ami extraordinaire                | Nomination |

## Voix francophones
Pour les versions françaises, Jean-Philippe Puymartin, est la voix régulière de Tom Hanks depuis le film Le Mot de la fin en 1988. Il double notamment l'acteur dans Philadelphia, Forrest Gump, la saga d'animation Toy Story, Il faut sauver le soldat Ryan, La Ligne verte, Seul au monde et Da Vinci Code. Éric Legrand a été également sa première voix régulière, à ses débuts. Pour le film Big, il s'agit de la voix de Chris Bénard. En début de carrière, à titre exceptionnel, il a été doublé tour à tour par William Coryn dans L'Homme à la chaussure rouge, François Leccia et Damien Boisseau dans Une baraque à tout casser,
Thierry Ragueneau dans Happy Days, Georges Caudron dans Les Banlieusards, Bernard Lanneau dans la série Une fille à scandales, Olivier Destrez dans Toujours prêts ou encore Mark Lesser dans le téléfilm Les Monstres du labyrinthe.
Au Québec, Bernard Fortin est la voix régulière de l'acteur — également depuis le film Le Mot de la fin —, notamment pour Philadelphia, Le Code Da Vinci, Cartographie des nuages, Capitaine Phillips et Le Cercle : Le pouvoir de tout changer. Alain Zouvi l'a doublé pour les films d'animation Histoire de jouets et le film La Ligne verte, pour lesquels Bernard Fortin était indisponible[réf. souhaitée]. Depuis 2014, Tristan Harvey double régulièrement Tom Hanks, et notamment dans le film Sully. Il le double exceptionnellement dans la version française de Pinocchio, qui ne bénéficie pas de doublage québécois.
- Versions françaises :
  - Jean-Philippe Puymartin : Philadelphia, Forrest Gump, Il faut sauver le soldat Ryan, La Ligne verte, Seul au monde, etc.

- Versions québécoises :
  - Bernard Fortin : Philadelphia, Le Code Da Vinci, Cartographie des nuages, Capitaine Phillips, Le Cercle, etc.
  - Alain Zouvi : série d'animation Histoire de jouets, La Ligne verte, etc.